# معالجة إجمالية

الفحص العياني للكلية (يمين الصورة) المصابة بورم سرطاني كلوي (يسار الصورة).

الفحص العياني أو "الجُسَيمِي" بالإنجليزية (Gross Processing) هي العملية التي تخضع من خلالها عينات الأمراض للفحص بالعين المجردة للحصول على معلومات تشخيصية، بالإضافة إلى القَطْع وأخذ عينات الأنسجة من أجل تحضير المواد للفحص المجهري اللاحق.

## المتخصص
عادةً ما يتم إجراء الفحص الإجمالي للعينات الجراحية بواسطة أخصائي علم الأمراض، أو بواسطة مساعد أخصائي علم الأمراض الذي يعمل ضمن ممارسة علم الأمراض. غالبًا ما يكون الأفراد المدربون في هذه المجالات قادرين على جمع المعلومات الهامة من الناحية التشخيصية في هذه المرحلة من الفحص، بما في ذلك حالة الأورام التي تم استئصالها جراحيًا.

## خطوات الفحص العياني

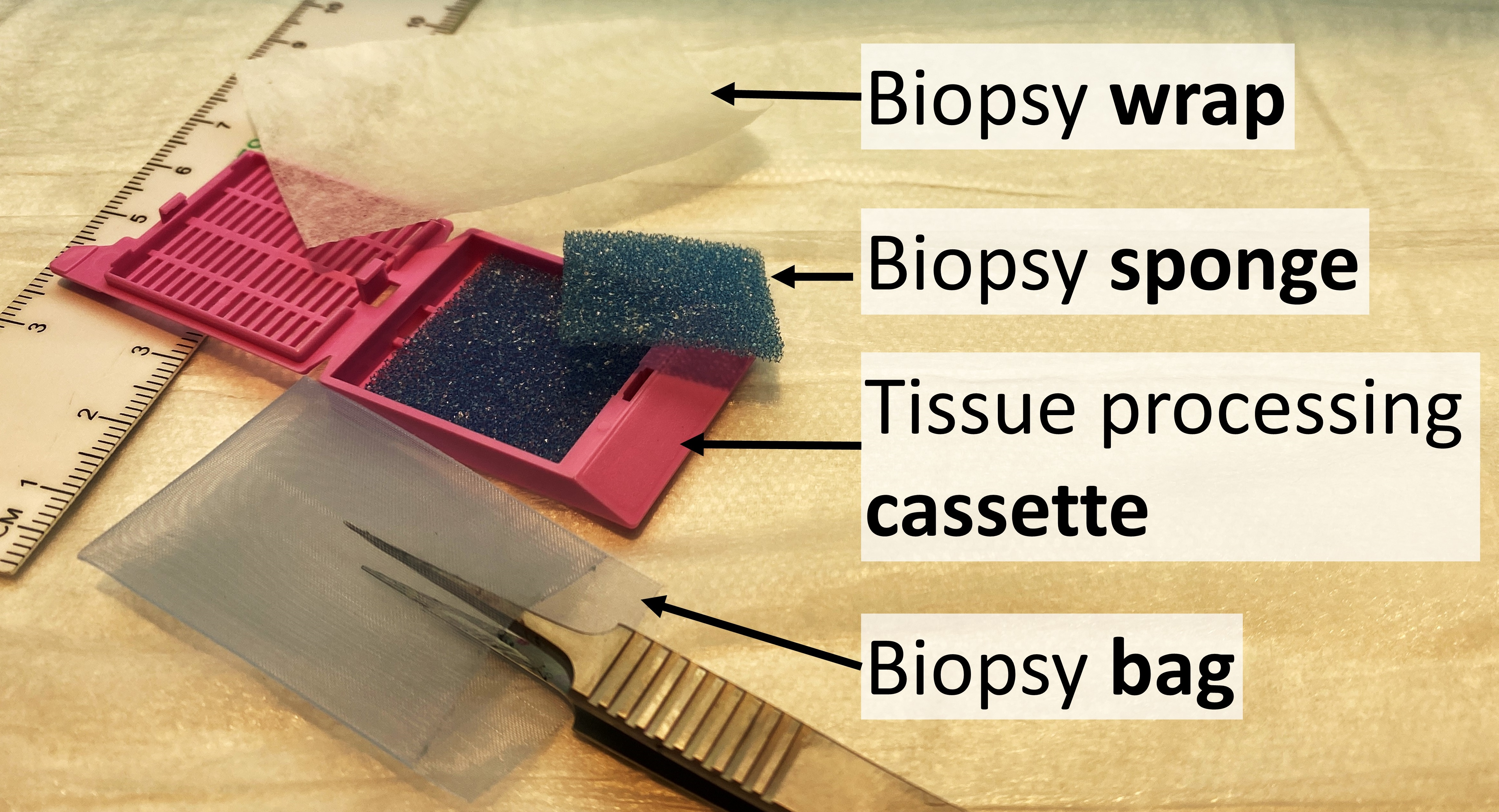
العناصر المستخدمة لتقديم العينات: غلاف العينة، إسفنجة، كاسيت معالجة الأنسجة، كيس العينة.

الخطوة الأولى في أي فحص للعينة السريرية هي التأكد من هوية المريض ومن الموقع التشريحي الذي تم الحصول على العينة منه. يرسل الفريق السريري البيانات السريرية الكافية إلى فريق علم الأمراض من أجل تحديد الفحص التشخيصي المناسب وتفسير العينة، وإذا لم يتم توفير هذه المعلومات، يجب الحصول عليها من الفاحص قبل معالجة العينة.
عادة ما يكون هناك نتيجتان للفحص العياني للعينة الجراحية. الأول هو الوصف العياني، وهو مستند تُكتب فيه نتائج الفاحص، ويُضَمَّن في تقرير المرض النهائي. النتيجة الثانة عبارة عن مجموعة من كتل الأنسجة، وعادة ما تكون أجزاء من الأنسجة بحجم طابع بريدي مختومة في أشرطة بلاستيكية، والتي ستُعالج في شرائح للفحص المجهري. نظرًا لأن أقلية فقط من الأنسجة المأخوذة من عينة كبيرة ستخضع للفحص المجهري، فإن نجاح التشخيص النسيجي النهائي يعتمد بشكل كبير على مهارة المتخصص الذي يقوم بإجراء الفحص العياني. يمكن للفاحص العياني أخذ عينات من العينة لأنواع أخرى من الاختبارات الإضافية كما هو محدد في التشخيص؛ وتشمل هذه الثقافة الميكروبيولوجية، وقياس التدفق الخلوي، وعلم الوراثة الخلوية، أو الفحص المجهري الإلكتروني.